# 徐金銘
徐金銘（?—?），山東省歷城縣人，清朝政治人物、進士出身。
光緒三十年，會試第96名；殿試登進士二甲84名，后授以主事分部學習。